# Rollenkonserve
Der Begriff der Rollenkonserve, wie Jacob Levy Moreno (1889–1974) ihn verwendete, ergibt sich aus dessen Verständnis des „Zwillingskonzepts“ von Spontaneität und Kreativität und steht diesem gegenüber. Er wurde von Moreno Mitte der 1940er Jahre in Anlehnung an das lateinische „conservare“ im Sinne von „bewahren“, „erhalten“ gewählt, um den Aspekt lebendiger Prozesse zu kennzeichnen, der das Feste, Beständige darstellt, auf dessen Basis Veränderung überhaupt erst entstehen kann.

## Hintergrund
Als Konserven werden in diesem Zusammenhang stabile Strukturen von Verhaltensabläufen bezeichnet, die zuverlässig funktionieren. In dieser Eigenschaft haben Konserven sowohl positive als auch negative Aspekte. Jedes gelernte Verhalten, das bereits in einer anderen, vergangenen Situation entstanden ist, kann als eine Konserve bezeichnet werden. Gründe für Handlungen im Sinne einer Konserve können in positiven Erfahrungen aus ähnlichen Situationen, in gewissen Gruppennormen, in gesellschaftlichen Regeln oder aber in der eigenen Angst, etwas Neues auszuprobieren, liegen. Demgegenüber definierte Moreno Spontaneität als angemessene Antwort auf eine neue Situation oder eine neue Antwort auf eine alte Situation. Neue und angemessene Antworten (im Sinne von Verhalten oder Handlungen) auf eine bestimmte Situation entsprechen der Idee der Spontaneität [lat. sponte = aus (eigenem/freiem) Willen] und Kreativität, weil sie eben nicht aus einer Konserve im Sinne einer gewissen Routine schöpfen, sondern auf genau diese eine erlebte Situation eingehen.

## Beispiel Führungskräfte
Nach Morenos Theorie gelten die formalen, informellen und insbesondere die latenten Regeln eines Systems psychodramatisch als Rollenkonserven. Diese können in Situationen, in denen eigentlich eine Veränderung notwendig wäre, weil beispielsweise die veralteten Handlungsmuster nicht mehr den gewünschten Erfolg versprechen, eine im System vorhandene und aktivierbare Spontaneität und Kreativität sehr stark einschränken. In modernen Organisationen sollte daher durch die Führungsebene Optionen für Flexibilität bereitgestellt werden. Das Verharren in veränderungsresistenten, starren Verhaltensmustern wirkt der innovativen Kreativität entgegen und führt zu Verhärtungen und Stillstand. Eine der wichtigsten Aufgaben der Führungsebene besteht deshalb laut Falko von Ameln darin, die Spontaneität und Kreativität zu aktivieren und zu fördern. Als Ansatzpunkt dient hier jedoch nicht der einzelne Mitarbeiter als Individuum, sondern man sollte vielmehr beim latenten Regelwerk ansetzen, um die begrenzenden Randbedingungen für das individuelle Handeln aufzubrechen.